# Sânge vienez
Sânge vienez (titlul original: în germană Wiener Blut) este o operetă, a cărei muzică a fost compusă de Johann Strauß (fiul). Premiera a avut loc pe 26 octombrie 1899 la Carltheater din Viena.
Libretul operetei prilejuiește o întâlnire cu Viena sfârșitului de secol XIX.

## Acțiunea
ACTUL I
Primul ministru al principatului Reuss-Scheiz-Greiz, Vercingetorix - prinț de Gindelbach, sosește la Viena și-l caută pe ambasadorul principatului în capitala Austriei, pentru rezolvarea unor probleme de stat. Eduard-conte de Zedlau este mai preocupat însă de evaziunile extraconjugale decât de sosirea primului-ministru. Josef, valetul lui Eduard, este alarmat că nu-și găsește stăpânul nici la vila de refugiu unde îi spusese în taină că vine pentru a fi alături de Franzi Cagliari, fosta dansatoare, metresa sa. Roza - care îndeplinește funcția de ”mamă de ocazie” pentru Franzi, încearcă să obțină de la el unele informații despre contesă. După plecarea lui Josef sosește Kagler, tatăl lui Franzi, artistul popular de tip boem și din discuția lor aflăm că seara va fi recepție la contele Bitovski, unde va merge și el ca trompetist în orchestra lui Lanner. Mereu în căutare de bani, Kagler mânuiește un umor fin și este oricând gata să plaseze o înscenare. Eduard, care sosește la vilă, îi destăinuie lui Josef pasiunea pentru Pepi, o ”domnișoară de la croitorie”, fără să știe că între ea și Josef există o dragoste reciprocă. Pentru a o pune la încercare pe Pepi, sau mai degrabă pentru ca să poată urmări planurile stăpânului, Josef îi sugerează lui Eduard posibilitatea unei întâlniri la petrecerile populare de la Hietzing. După ce îi dictează valetului un bilețel de amor, prin care, declarându-și dragostea subită, o invită pe Pepi la Hietzing, Eduard pleacă. Sosește Pepi care aduce rochia lui Franzi, pe care însă, printr-o înțelegere cu Franzi, o va îmbrăca tot ea și va apărea la recepție în rolul dansatoarei Cagliari. Folosind prilejul, Josef o invită pe Pepi la Hietzing. După plecarea lor, sub avalanșă de atribute descalificative ale birjarului, căruia refuză să-i mai dea doi creițari, sosește la vilă și primul-ministru, tipul aristocratului la care titlul și averea se împletesc cu nerozia. Kagler i-o prezintă pe Franzi drept soția contelui. Prin felul său ”diplomatic” de a vedea lucrurile, Vercingetorix deduce că doamna cu care era Eduard dimineața (în realitate Gabriela) este metresa contelui și de aici în colo va acționa ca atare. Îi aduce astfel la cunoștință presupusei contese, care sunt preocupările soțului ei. Franzi ține cu tot dinadinsul să afle cine l-a răpit pe conte și va încerca să-și identifice rivala la recepția contelui Bitovski. Nevoind să-ți vadă prestigiul călcat în picioare de către soțul amator de idile, Gabriela îl caută pe Eduard pentru a-i cere o explicație. Situația se precipită prin sosirea lui Vercingetorix și a lui Franzi. Cu prezență de spirit, contele îl roagă pe ministru s-o prezinte pe metresă drept soția lui. Cum acesta înțelesese că Gabriela este amanta contelui, i-o prezintă lui Franzi drept soția sa și pleacă cu Gabriela lăsându-l pe Eduard cu Franzi. Primul act se termină, astfel, sub semnul unei furtuni în dezlănțuire.
ACTUL AL II-LEA se petrece la recepția contelui Bitovski unde sunt prezenți toți protagoniștii intrigii. Dând dovadă de multă sensibilitate și căldură sufletească, Gabriela încearcă să-l salveze pe Eduard din situația în care se complăcea, dar nu reușește. Abil, Eduard aplanează conflictul cu soția și domină toată deruta celorlalți în legătură cu misterioasa dansatoare Cagliari. ”Finul diplomat” Vercingetorix încurcă de așa manieră lucrurile, încât se ajunge la o confuzie generală. Într-un moment când se credea neobservat, Eduard îi înmânează biletul lui Pepi. Ea recunoaște că scrisul este al lui Josef, dar acceptă întâlnirea contelui, convinsă că numai așa îl va determina pe Josef să-și recunoască deschis dragostea, fiind sigură că îl va întâlni și pe el la Hietzing. După baletul ”Povestirii din pădurea vieneză”, Bitovski închină paharul în sănătatea Gabrielei, descoperindu-i-se astfel identitatea. Toți se pregătesc să meargă la Hietzing.
ACTUL AL III-LEA, care se desfășoară pe fundalul parcului de distracții din Hietzing, presupune o discuție anterioară între Gabriela și Vercingetorix, în urma căreia acesta s-a hotărât să o cucerească pe Franzi și să o ajute pe contesă. Serbările populare, care se desfășoară sub cerul unei nopți de vară, au darul magic al destinderii sufletești, dând eroilor revelația unui fior de voluptate și dragoste de viață necunoscut sub eticheta de la contele Bitovski. După ce mai întâi cele trei perechi își găsesc intimitatea în câte un boschet tainic, scânteia deznodământului vine de la precauta Pepi care, din cauza insistențelor contelui, dorește să plece acasă. În cele din urmă, Gabriela obține de la Eduard dovada dragostei constante și rezolvarea conflictului aduce împăcarea soților, în timp ce celelălte personaje reintră în cursul normal al realității. Astfel, Franzi se va căsători cu Vercingetorix și Kagler cu Roza, iar Eduard și Gabriela vor fi nașii lui Josef care se va căsători cu Pepi. Cortina cade la sfârșitul operetei peste o atmosferă de voie bună și dragoste de viață.

## Personaje
- prințul de Ypsheim-Gindelbach, prim ministru de Reuß-Schleiz-Greiz (bas buffo/bariton)
- Balduin conte Zedlau, emisar de Reuß-Schleiz-Greiz în Viena (tenor)
- Gabriele, soția sa (soprană)
- Josef, valetul contelui Zedlau (bariton)
- contele Bitowski (rol parlando)
- domnișoara Franziska Cagliari, dansatoare la Kärntnertor-Theater în Viena (subretă)
- Kagler, proprietarul caruselului, tatăl ei (bassbuffo/bariton)
- Pepi Pleininger, degustător (soubrette)
- hangii, vizitii de fiakere, valeți, muzicanțispălătorese